# Phalces unilineatus
Phalces unilineatus är en insektsart som beskrevs av Ludwig Redtenbacher 1906. Phalces unilineatus ingår i släktet Phalces och familjen Bacillidae. Inga underarter finns listade i Catalogue of Life.